# 言論エヌピーオー
特定非営利活動法人言論NPO（とくていひえいりかつどうほうじん げんろんエヌピーオー、英語：The Genron NPO）は、多くの有識者ネットワークからなる独立・中立・非営利のシンクタンクである。通称は言論NPO（げんろんエヌピーオー）。

## 概要
2001年に設立された特定非営利活動法人である。東洋経済新報社にて『金融ビジネス』や『論争東洋経済』の編集長を務めた工藤泰志が代表理事を務める。
政治や経済に関する言論活動を展開しており、有識者による議論、各政党のマニフェストの達成度の評価、政治問題や経済問題に関するフォーラムや会議の開催、各種政策の提言、マスメディアに対する評価、などを行っている。
法人として不偏不党を基本としており、特定の政党や宗教団体に偏向しないよう言論活動の自己評価を行い、その結果を公表している。加えて、大学評価・学位授与機構教授の田中弥生ら監事が外部評価を行っている。
国税庁長官により2005年6月1日〜2014年5月31日において「認定特定非営利活動法人」として認定されている。

## 活動

### 議論
有識者およそ500名がメンバーとして参加している。政治学者や経済学者などの学識者、閣僚、国会議員や地方自治体首長といった政治家、元官僚、財界人などが議論に参加している。それらの議論は、書籍(『言論外交―誰が東アジアの危機を解決するのか―』)、ブログ、フォーラムなどにより公開されている。

### 会議・フォーラム
各政党のマニフェストの達成度合を評価するため「マニフェスト評価会議」が設置されており、有識者による調査や政党幹部からのヒアリングなどを実施し、更にそれを元に評価を行い、その結果を公開している。また、外交や通商などを議論する会議として、「アジア戦略会議」や「東京・北京フォーラム」などが置かれている。「日韓未来対話」も開催され、世論調査で国民の認識の動向を絶えず把握しながらオープンな議論を行い、その成果を発信することで世論を動かし、政府間外交の環境を作り出すことを目的として、これまで5回実施されている。。そのほかにも、地域経済やローカルマニフェストの議論や評価を行う「地方再生戦略会議」や、非営利団体の評価基準について議論する「非営利組織評価研究会」などが置かれている。
開催されるフォーラムには、広く一般に公開されるものもあれば、会員しか出席できないもの、さらに学生会員向けに開催されるものなど、さまざまな形態がある。
フォーラムやイベントの活動が過去、様々なメディアに取り上げられている。
- 【東京新聞】負の歴史に学んでこそ
- 【産経新聞】日中世論調査を問う
- 【毎日新聞】ロシア革命100周年
- 【読売新聞】民主主義の強化一歩ずつ
- 【毎日新聞】選挙がリスクになった世界
- 【読売新聞】「内向き」政治 一過性ではない
- 【読売新聞】経済、難民対応　G7の重要性
- 【毎日新聞】自由、民主主義に揺らぎ
- 【朝日新聞】『東京会議』G7に提言
- 【毎日新聞】G7首脳に緊急提言　言論NPO「東京会議」結成
- TBSドキュメンタリー番組「言論のちから 民主主義のかたち～ヒトラーを生まないために～」

### 運営
非営利団体であるため、その収入のほとんどを寄附金で賄っている。2011年度の収支計算書によれば、会員拠出金収入が23%、フォーラム収入が1.8％、寄付金収入が67.5％であり、収入の7割近くを寄付金が占めている。主な寄付法人としては、アサヒグループホールディングス株式会社、株式会社NTTデータ、オリックス株式会社、キッコーマン株式会社、株式会社損害保険ジャパン、日本空港ビルデング株式会社、松井証券株式会社などがある。
活動への助言を行うアドバイザリーボードは以下の通り(2017年10月13日現在)。
- 明石康（公益財団法人国際文化会館理事長、元国連事務次長）
- 飯島彰己（三井物産株式会社代表取締役会長）
- 大橋光夫（昭和電工株式会社最高顧問）
- 小倉和夫（独立行政法人国際交流基金顧問、元駐韓国・駐フランス大使）
- 川口順子（明治大学国際総合研究所特任教授、元外務大臣）
- 佐々木毅（東京大学名誉教授、学習院大学法学部政治学科前教授）
- 田中明彦（東京大学東洋文化研究所教授、元独立行政法人国際協力機構理事長）
- 長谷川閑史（武田薬品工業株式会社代表取締役 取締役会長）
- 藤崎一郎（上智大学特別招聘教授・国際戦略顧問、前駐米国大使）
- 増田寛也（株式会社野村総合研究所顧問、元総務大臣）
- 宮内義彦（オリックス株式会社シニアチェアマン）
- 宮本雄二（宮本アジア研究所代表、元駐中国大使）
- 武藤敏郎（株式会社大和総研理事長、元日本銀行副総裁、元財務事務次官）
- 茂木友三郎（キッコーマン株式会社取締役名誉会長取締役会議長）